# تلخستان (میبد)
تلخستان روستایی در دهستان ندوشن بخش ندوشن شهرستان میبد استان یزد ایران است.

## جمعیت
بر پایه سرشماری عمومی نفوس و مسکن در سال ۱۳۹۵ این روستا بدون جمعیت بوده‌است.